# 基希韦达赫
基希韦达赫是德国巴伐利亚州的一个市镇。总面积20.16平方公里，总人口2293人，其中男性1192人，女性1101人（2011年12月31日），人口密度114人/平方公里。